# Газове число
Газове число (рос. газовое число; англ. gas number; нім. Gasverhältnis n) — відношення об'ємної витрати вільного газу до об'ємної витрати нафти (або інш. рідини) при термобаричних умовах в точці його визначення. Розрізняють також трубне і затрубне газове число, які відповідно характеризують витрати газів, що надходять у насосно-компресорні труби і в затрубний простір.